# Sanaṭrūq I.

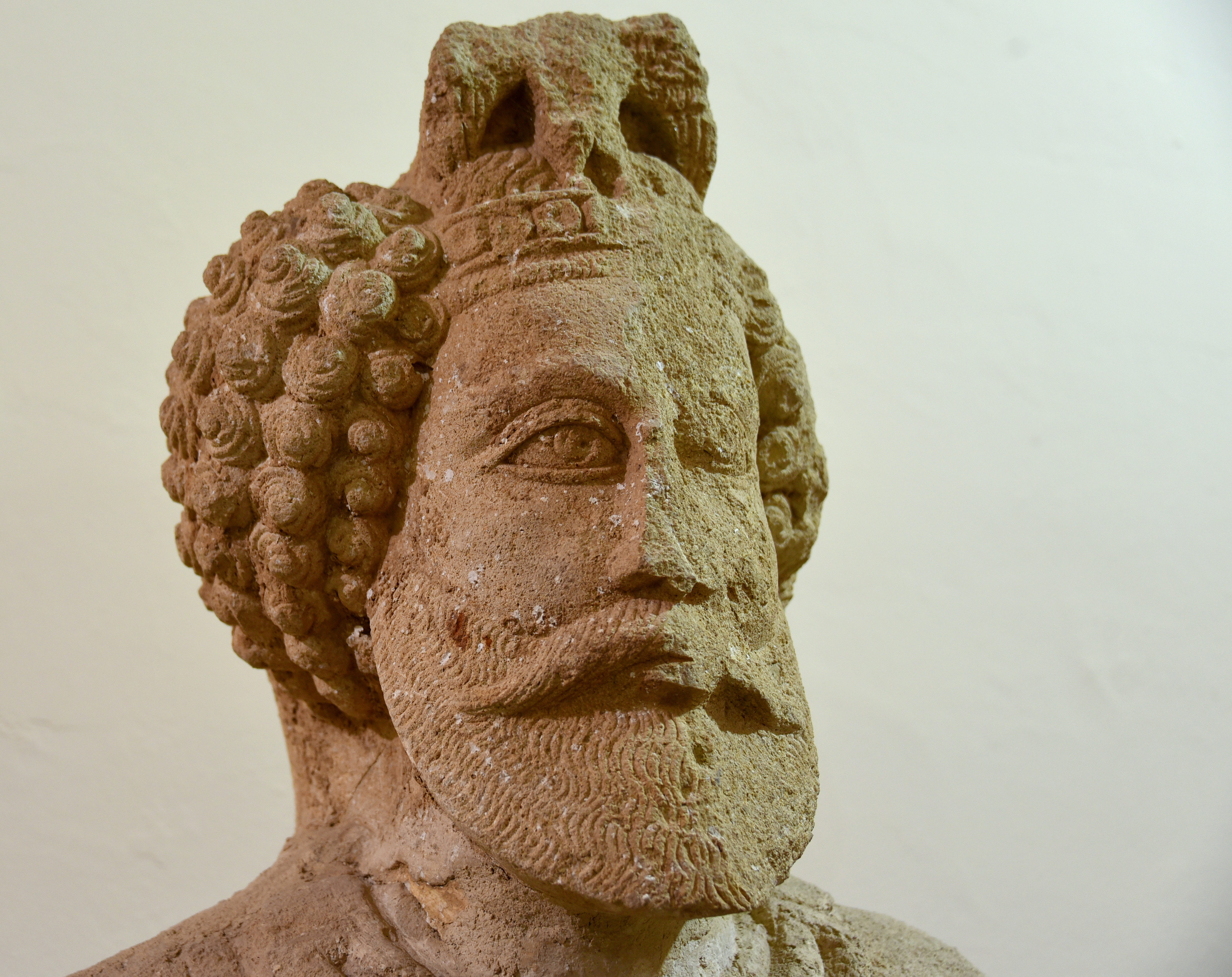
Statue des Sanaṭrūq I.

Sanaṭrūq I. oder Sanatruk war ein Herrscher von Hatra in Mesopotamien, der von 23 Inschriften bekannt ist. Er war der Sohn seines Vorvorgängers Naṣrū. Seine Regierungszeit wird zwischen 140 und 176/177 n. Chr. gelegen haben. Es ist jedoch nur eine datierte Inschrift bekannt, die in das Jahr 176/77 fällt und von dem Bau eines Gebäudes berichtet.
Sanaṭrūq wird dort meist als mlk'  - König bezeichnet. Er wird nur noch einmal mry'  genannt, nach ihm verschwindet dieser Titel. 
Im Irak-Museum von Bagdad befindet sich eine Statue des Königs aus dem 2. Jahrhundert n. Chr.